# Broich (Adelsgeschlecht)

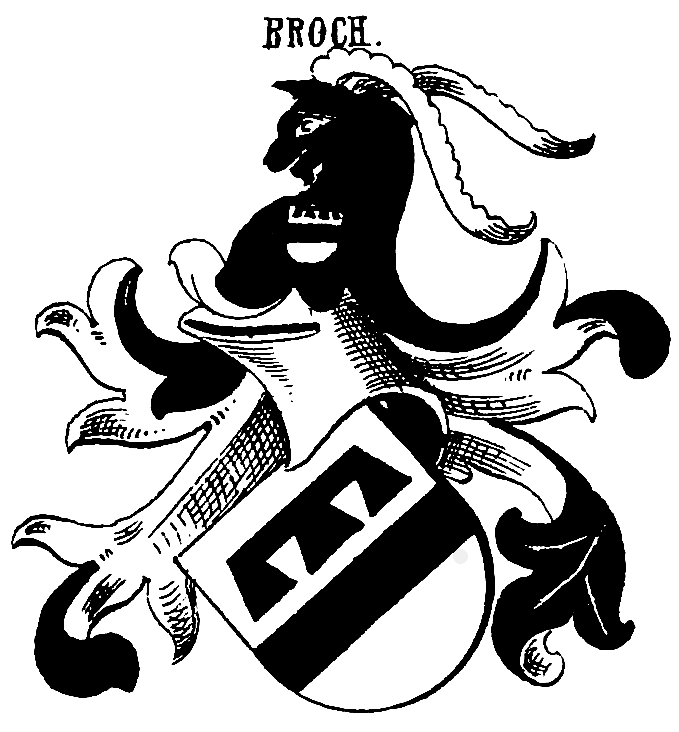
Wappen derer von Broich

Broich (Bruiche; anfangs auch: Broich/Bruiche von Husen, auch von Broch zu Dürwyß) ist der Name eines Jülich’schen Uradelsgeschlechts, welches mehrere Besitztümer und immer wieder hohe Ämter in der Region in und um Aachen und Jülich innehatte und in der Reichsstadt Aachen vom 16. bis 18. Jahrhundert zum Patriziat gehörte. Eine Linie der Familie wurde in den Adelstand der Niederlande mit dem Titel eines Barons und in die Ritterschaft der Provinz Lüttich sowie später in den preußischen Freiherrenstand erhoben. Ihr Name stammt von der Vogtei Broich bei Jülich und ist nicht zu verwechseln mit den Edelherren und Rittern der Herrschaft Broich mit ihrer Residenz auf Schloss Broich, und auch nicht mit dem westfälischen Adelsgeschlecht Bruch.

## Chronologie der Familie
Als Ahnherr der Familie wird 1320 Adam von Husen (ca. 1290 – ca. 1330) erstmals als kölnischer Vogt urkundlich erwähnt, nachdem er mit der Jülicher Vogtei zu Broich in der heutigen Ortschaft Broichweiden belehnt wurde. Daraufhin nahmen seine Söhne den Doppelnamen „Bruiche von Husen“ an. Adams gleichnamiger Sohn (1320–1367) wird dann 1352 als Adam von Bruche, Erbvogt von Broich und Herr zu Baesweiler, erwähnt.
Im gleichen Zeitraum und nach dem Aussterben der in Baesweiler ansässigen Herren von Baesweiler erbte um 1371 die Familie Broich von Husen auch deren gesamten Besitz. So erhielt der Ritter Wilhelm von Broich von Husen die Burg Baesweiler und die Geschwister Adam (1345–1426), Heinrich und Lysbeth Broich von Husen, Kinder des 1367 gefallenen Adam von Broich von Husen, den späteren Bongartshof. Noch im Jahre 1377 übertrugen die Brüder Adam und Heinrich den Hof an ihren Schwager Johann von dem Bongart als Heiratsgut ihrer Schwester Lysbeth, woraufhin dieser Hof auch zu seinem neuen Namen kam. Im Jahr 1412 wird ein gewisser Heinrich von Harff, gen. Stern der Alte, sowohl mit dem anfänglichen Gutshof der Familie von Broich in Broich als auch mit der Burg Baesweiler belehnt, die schließlich um 1460 von einem weiteren Wilhelm von Broich, Burggraf von Agrimont bei Lüttich, verkauft wird.

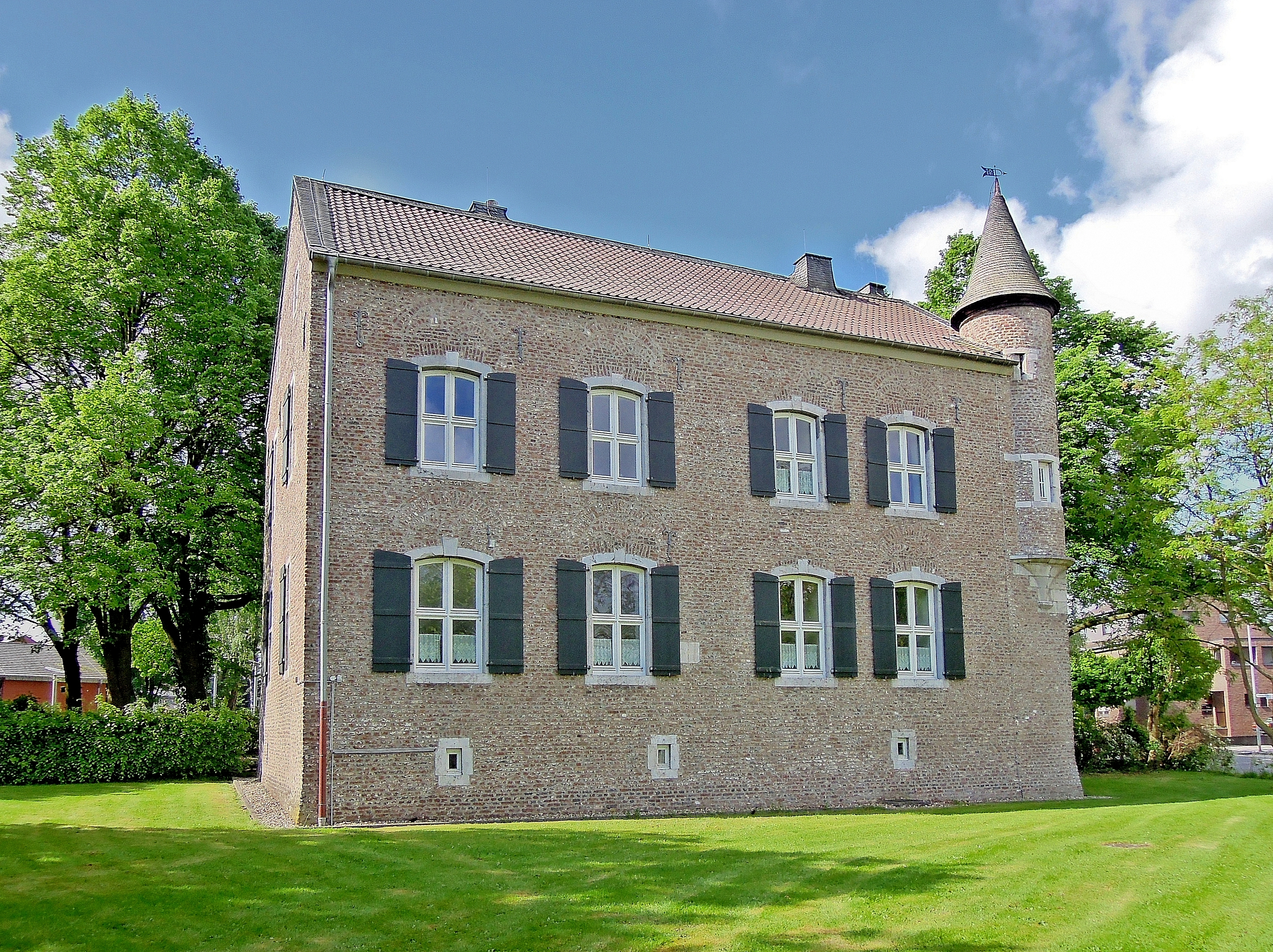
Broicher Hof – Stammsitz der Familie 1421–1819

Rund 40 Jahre zuvor, im Jahr 1421, wurde einem Wilhelm von Broich, möglicherweise identisch mit dem zuvor erwähnten Burggraf von Agrimont, von seinem Vetter Johann von Werth der Hof zu Wyß oder Duyrewyß im Eschweiler Ortsteil Dürwiß überschrieben. Dieses nun nach der Familie als Broicher Hof bezeichnete Gut diente in der Folgezeit als Hauptdomizil der Familie, die sich ab etwa diesem Zeitraum nur noch „von Broich“ ohne den Zusatz „von Husen“ (oder von Broch zu Dürwyß) nannte. Nach dem Tod des letzten Eigentümers dieser Familie, dem kurkölnischen Kammerherrn Carl Philipp von Broich, wurde der Broicher Hof im Jahr 1819 endgültig verkauft.

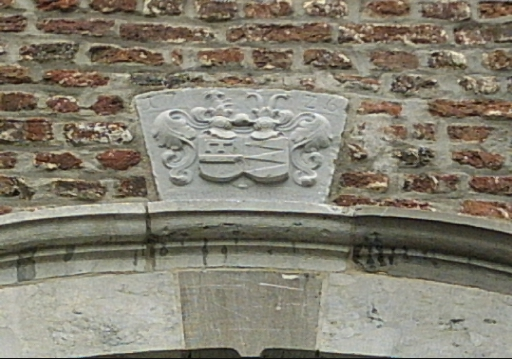
Wappenstein von Johann Werner von Broich von 1727

Bereits Anfang des 17. Jahrhunderts wurden Nachkommen dieser Familie in der Freien Reichsstadt Aachen ansässig und erhielten dort die Bürgerrechte. Durch Heirat erwarben sie die Mitgliedschaft in der adeligen Gesellschaft zum Stern und die Berechtigung zum Schöffenamt. Zwei Mitglieder der Familie, Werner von Broich und sein Sohn Johann Werner von Broich bekleideten darüber hinaus 13 bzw. 11 Jahre lang das Amt des Bürgermeisters der Stadt Aachen. Von letzterem stammt das Allianzwappen auf dem wieder eingesetzten Wappenstein über der Eingangstür des Broicher Hofs, welcher bis 1944 über dem Portal der im Krieg völlig zerstörten alten Pfarrkirche von Dürwiß eingemauert war, die ursprünglich als Familienkapelle derer von Broichs gedient hatte.

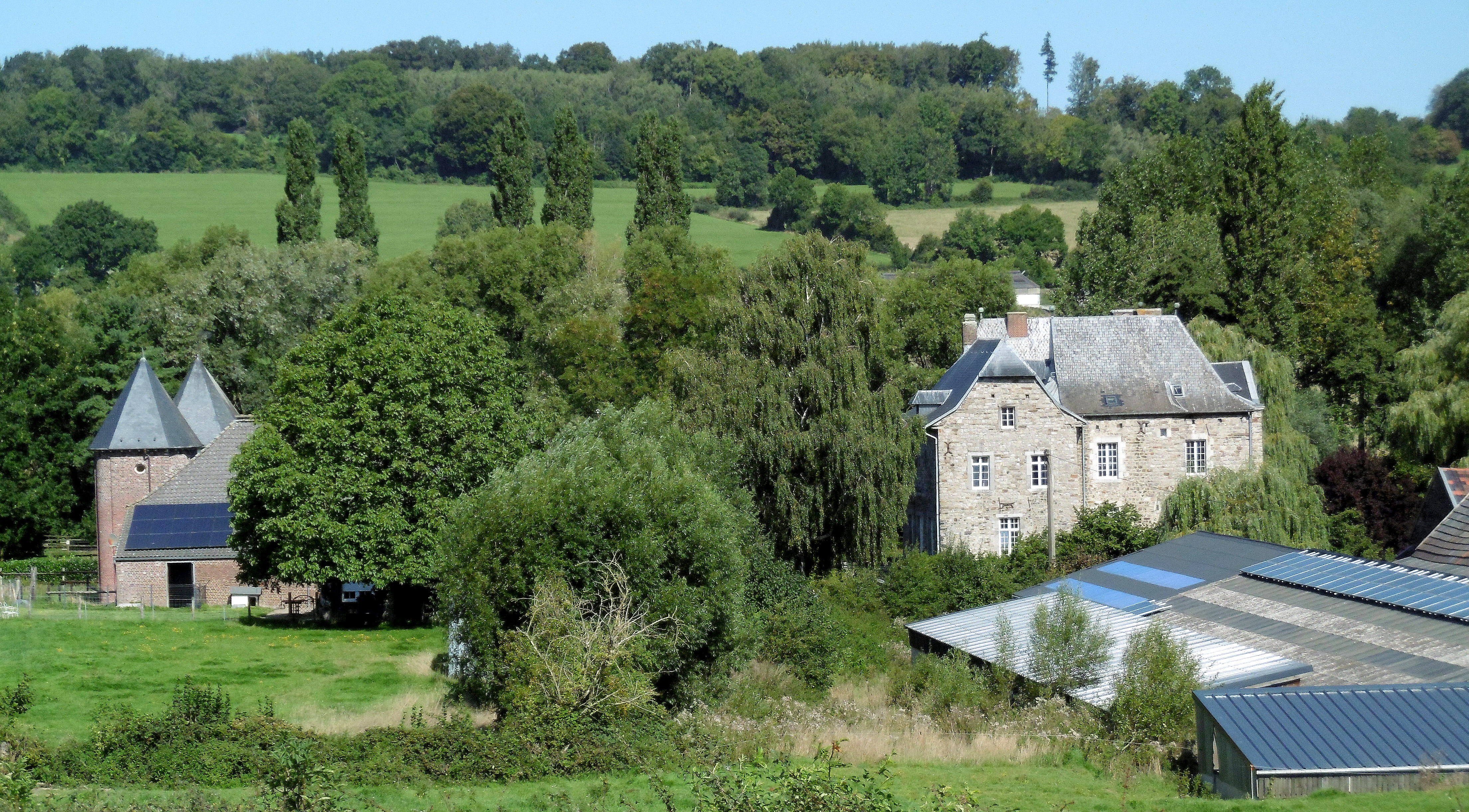
Schloss Broich in Montzen

Ein weiteres Familienmitglied aus dem Aachener Familienzweig, Werner Edmund von Broich, Sohn von Johann Carl Melchior von Broich und erbrechtlicher Besitzer des Soerser Hauses, erhielt durch Einheirat testamentarisch für seinen Sohn Carl Heinrich (Charles Henri) von Broich (1765–1834) das Schloss Broich im belgischen Montzen zugesprochen, wobei der schon zuvor bestehende Name des Schlosses auf die Bezeichnung „Broich“ für „Sumpfland“ zurückgeht. Dieser Charles Henri wurde am 6. Januar 1816 in den Adelstand der Niederlande mit dem Titel eines Baronvogts und in die Ritterschaft der Provinz Lüttich erhoben. Über seinen Sohn Louis Charles Ferdinand von Broich verblieb das Schloss bis 1913 im Familienbesitz und konnte erst 1963 durch Carl Arnold Freiherr von Broich aus Aachen wieder zurückgekauft werden, welcher auch der Verfasser der Familienchronik ist.

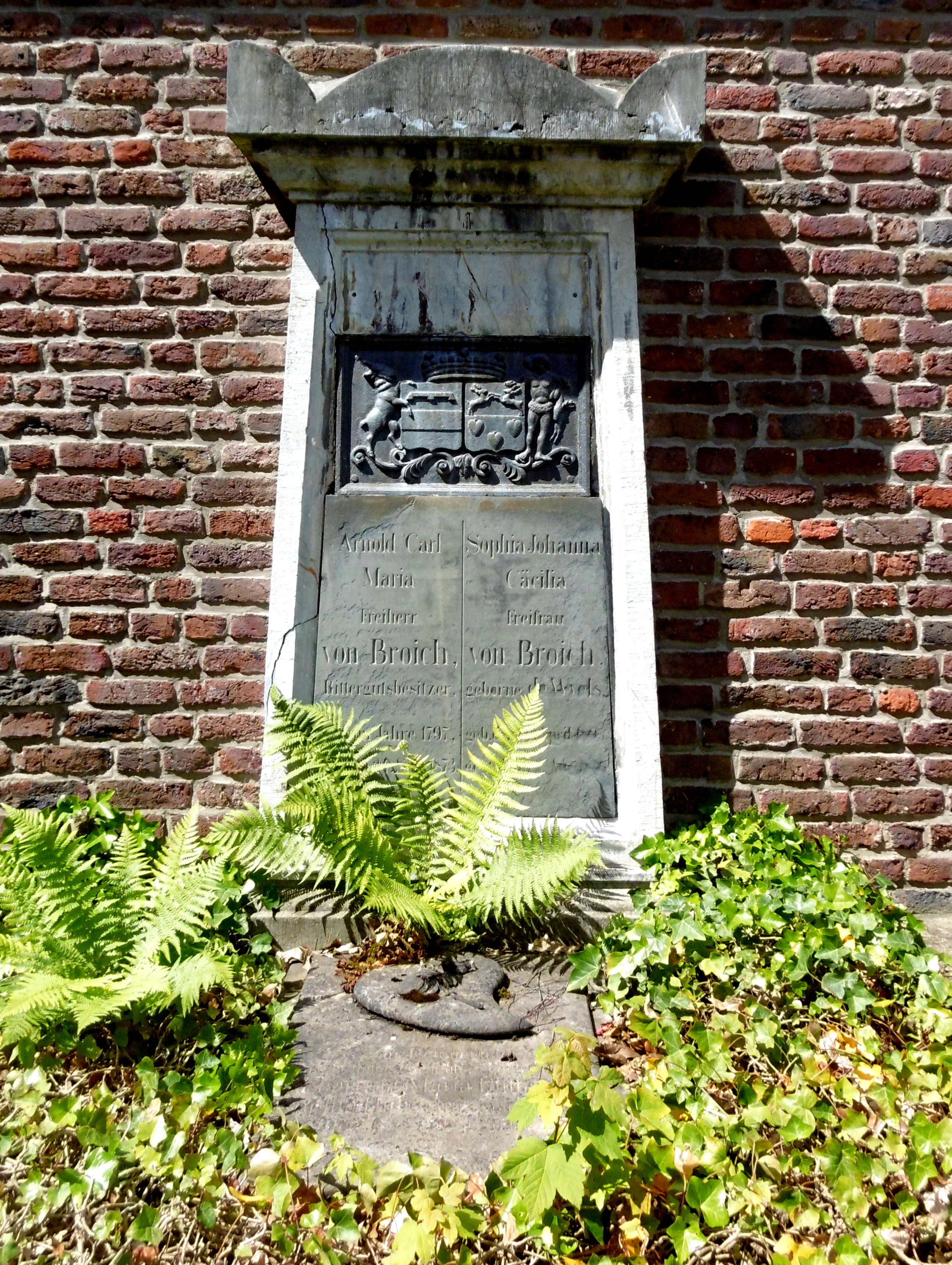
Grabstein Arnold Carl Maria von Broich an St. Martin, Richterich

Zuvor genannter Charles Henri von Broich war schwerpunktmäßig im Raum Aachen tätig und wird 1784 als Bürgermeister der Reichsherrschaft Richterich erwähnt. Durch familiäre Verbindungen zur Familie von Blanche erwarb ein weiterer Sohn des Charles Henri, Arnold Carl Maria von Broich (1797–1873), das Schloss Schönau. Am 7. November 1834 wurde er in den preußischen Freiherrenstand aufgenommen und 1848 ebenfalls als Bürgermeister von Richterich aufgeführt. Dessen Sohn Carl Arnold Maria Freiherr von Broich (1835–1907), Bürgermeister im gleichen Ort bis 1906, war der letzte Besitzer von Schloss Schönau der Familie von Broich, welches später von der Stadt Aachen übernommen wurde. Seine Tochter Julia (1880–1947) heiratete den Schriftsteller und Kunsthistoriker Josef Ponten. In Gedenken an die Familie von Broich wurde in Richterich eine Straße benannt.

## Wappen

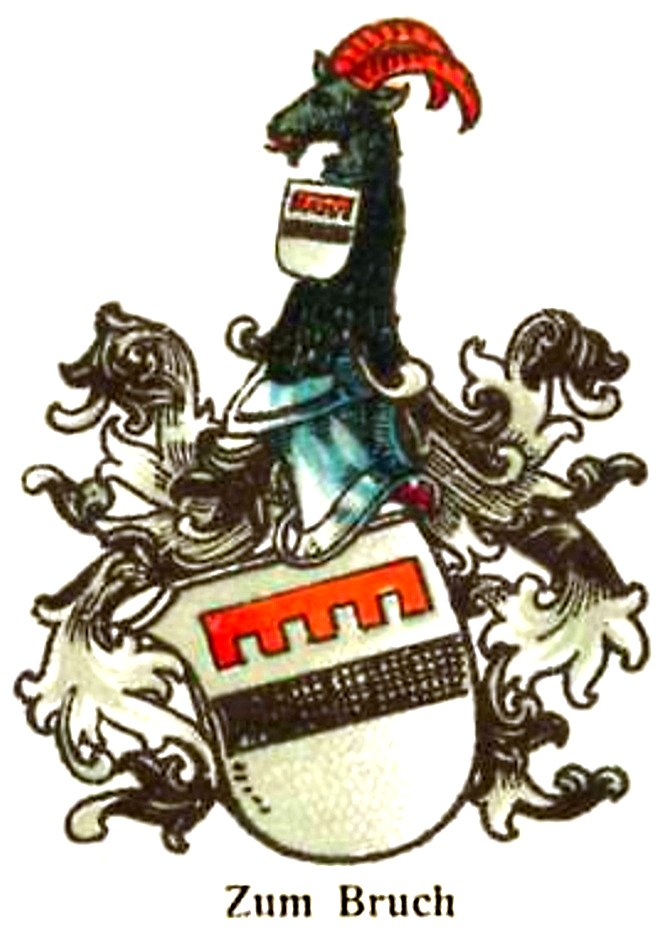
Variante des Wappens

Auf Silber ein schwarzer Balken, darüber ein (dreilatziger schwarzer) Turnierkragen. Auf dem Helm mit schwarz-silbernen Decken ein wachsender, silbern-gehörnter schwarzer Bock, dessen Schulter mit dem Wappenschild belegt ist.

## Bekannte Familienmitglieder
- Eduard Freiherr von Broich (1834–1907), Landrat im Kreis Malmedy, Hersfeld und Hanau
- Friedrich von Broich (1896–1974), deutscher Generalleutnant
- Johann Werner von Broich (1675–1747), Bürgermeister der Reichsstadt Aachen
- Karl von Broich (1862–1947), preußischer Generalmajor
- Werner von Broich (1636–1731), Bürgermeister der Reichsstadt Aachen